# Südliches Steigerwaldvorland
Südliches Steigerwaldvorland este o arie protejată (arie de protecție specială avifaunistică — SPA) din Germania întinsă pe o suprafață de 5.469,57 ha, integral pe uscat.

## Localizare
Centrul sitului Südliches Steigerwaldvorland este situat la coordonatele 49°45′54″N 10°13′37″E / 49.765°N 10.2269°E.

## Înființare
Situl Südliches Steigerwaldvorland a fost declarat arie de protecție specială avifaunistică în septembrie 2006 pentru a proteja 17 specii de animale.

## Biodiversitate
Situată în ecoregiunea continentală, aria protejată nu include niciun habitat protejat.
La baza desemnării sitului se află mai multe specii protejate de  păsări (17): erete de stuf (Circus aeruginosus), erete cenușiu (Circus pygargus), ciocănitoare neagră (Dryocopus martius), presură sură (Emberiza calandra), presură de grădină (Emberiza hortulana), muscar-gulerat (Ficedula albicollis), becațină comună (Gallinago gallinago), capîntortură (Jynx torquilla), sfrâncioc mare (Lanius excubitor excubitor), ciocârlie de pădure (Lullula arborea), gaia roșie (Milvus milvus), codobatura galbenă (Motacilla flava), viespar (Pernis apivorus), turturică (Streptopelia turtur), silvie de câmp (Sylvia communis), pupăză (Upupa epops), nagâț (Vanellus vanellus).